# Sinești, Ialomița
Sinești là một xã thuộc hạt Ialomița, România. Dân số thời điểm năm 2002 là 2602 người.